# 生物有機金屬化學
生物有機金屬化學是對含有與金屬或類金屬直接鍵合的碳的生物活性分子的研究。 長期以來，人們一直認為主金屬的和過渡金屬的中心的重要性對酶和其他生物分子的功能至關重要。 但是，只有一小部分天然存在的金屬配合物和合成製備的藥物是有機金屬。 也就是說，它們的特徵是在金屬（類金屬）和碳原子之間有直接的共價鍵。 最早的並且很長時間以來，天然存在的生物有機金屬化合物的唯一例子是各種形式的鈷胺素輔因子（維生素B12）。由於最近（21世紀）在生物學中發現了包含碳-金屬鍵的新系統，生物有機金屬化學作為跨越有機金屬化學和生物化學的獨特的生物無機化學子學科而迅速興起。天然存在的生物有機金屬包括酶和傳感器蛋白質。同樣在該領域內，還有合成製備的有機金屬化合物，它們可用作新藥和顯像劑（technetium-99m sestamibi）以及與有機金屬化合物的毒理學有關的原理（例如甲基汞）。 因此，生物有機金屬化學與醫學和藥理學越來越相關。

## 在輔因子和辅基中
維生素B12是卓越的生物有機金屬物。維生素B12其實是相關酵素輔因子的集合，其中一些含有鈷烷基鍵，參與生物甲基化和1,2-碳重排反應。自從霍奇金在1955年闡明其結構以來，長期以來，它被認為是天然存在的生物有機金屬系統的唯一例子。
幾種生物有機金屬酶進行涉及一氧化碳的反應。一氧化碳脱氢酶 (CODH) 催化水煤氣變換反應 (Water–gas shift reaction)，為乙醯輔酶A的生物合成提供CO（透過羧酸鎳中間體）。後一步是由Ni-Fe酶CO甲基化乙醯輔酶A合成酶 (ACS) 實現的。  CODH和ACS通常一起出現在四聚體複合物中，CO透過隧道運輸，甲基由甲基鈷胺素（cobalamin）提供。
氫化酶是生物有機金屬的，因為它們的活性位點具有Fe-CO功能，儘管CO配體只是旁觀者。
產甲烷作用，即甲烷的生物合成，其最後一步是輔因子F430中鎳-甲基鍵的斷裂。
固氮酶的铁钼辅因子 (FeMoco) 含有Fe6C單元，是生物學中發現的間隙碳化物的一個例子。
據報導，天然存在的芳基金屬物的第一個例子是含有鎳-芳基鍵的鉗絡合物，可形成乳酸消旋酶的活性位點。

## 在傳感器蛋白質中
已知一些含有[NiFe]的蛋白質能夠感知H2，進而調節轉錄。
已知含銅蛋白質能夠感知乙烯，乙烯是一種與水果成熟相關的荷爾蒙。這個例子說明了有機金屬化學在自然界中的重要作用，因為低價過渡金屬配合物以外的分子很少能可逆地結合烯烴。环丙烯透過與銅 (I) 中心結合來抑製成熟。與銅的結合也與哺乳類對烯烴的嗅覺有關。
一氧化碳天然存在，透過其與以亞鐵卟啉為基礎的傳感器蛋白質的複合物成為轉錄因子。

## 在醫學上
在現代抗生素出現之前，含有汞（例如硫柳汞）和砷（例如灑爾佛散）的有機金屬化合物作為非選擇性抗菌劑在醫學上的使用已有悠久的歷史。
二氯化二茂鈦具有抗癌活性，二氯化雙[(對甲氧基芐基)環戊二烯基]鈦是目前的抗癌候選藥物。芳香烴和環戊二烯基配合物是用來設計新型放射性藥物的動力學惰性平台。